# Rząd Andrisa Bērziņša
Rząd Andrisa Bērziņša (łot. Bērziņa Ministru kabinets) – gabinet koalicyjny rządzący Łotwą od 5 maja 2000 do 7 listopada 2002.

## Historia
Gabinet powstał w trakcie kadencji Sejmu wybranego w wyborach w 1998. Zastąpił rząd Andrisa Šķēlego. Koalicję tworzyły Łotewska Droga (LC), Partia Ludowa (TP), Dla Ojczyzny i Wolności/Łotewski Narodowy Ruch Niepodległości (TB/LNNK) oraz Nowa Partia (JP). Gabinet po wyborach w 2002 został zastąpiony przez rząd Einarsa Repšego.

## Skład rządu
Premier
- Andris Bērziņš (LC)

Minister obrony narodowej
- Ģirts Valdis Kristovskis (TB/LNNK)

Minister spraw zagranicznych
- Indulis Bērziņš (LC)

Minister gospodarki
- Aigars Kalvītis (TP)

Minister finansów
- Gundars Bērziņš (TP)

Minister spraw wewnętrznych
- Mareks Segliņš (TP, do 30 września 2002)

Minister oświaty i nauki
- Kārlis Greiškalns (TP)

Minister kultury
- Karina Pētersone (LC)

Minister zabezpieczenia społecznego
- Andrejs Požarnovs (TB/LNNK, do 2 maja 2002), Viktors Jaksons (TB/LNNK, od 22 maja 2002)

Minister transportu
- Anatolijs Gorbunovs (LC)

Minister sprawiedliwości
- Ingrīda Labucka (JP)

Minister rolnictwa
- Atis Slakteris (TP)

Minister ochrony środowiska i rozwoju regionalnego
- Vladimirs Makarovs (TB/LNNK)

Minister bez teki ds. kooperacji z międzynarodowymi organizacjami finansowymi
- Roberts Zīle (TB/LNNK)

Minister bez teki ds. reform
- Jānis Krūmiņš (JP)